# 71 Pułk Zmechanizowany
71 pułk zmechanizowany (71 pz) – wojsk zmechanizowanych i pancernych ludowego Wojska Polskiego.
Pułk został sformowany w 1952, w garnizonie Opole, w składzie 10 Dywizji Zmechanizowanej. Jednostka została zorganizowana z nadwyżek 27 i 40 pz, według etatu Nr 5/83 o stanie 1233 żołnierzy i 13 pracowników.
Jesienią 1955 roku oddział został przeformowany w 71 pułk czołgów średnich według etatu Nr 5/179 o stanie 468 wojskowych i 10 pracowników cywilnych (rozformowany w 1962).

## Dowódcy pułku
- mjr Marian Baryło
- mjr Lech Jankiewicz (był w 1956)[4]